# هارولد جونز
هارولد جونز (انگلیسی: Harold Jones; ۲۲ مهٔ ۱۹۳۳ – ۶ سپتامبر ۲۰۰۳) بازیکن فوتبال اهل بریتانیا بود.
از باشگاه‌هایی که در آن بازی کرده‌است می‌توان به باشگاه فوتبال لیورپول اشاره کرد.